# 犬流産菌
ブルセラ・カニス(Brucella canis)または犬流産菌、イヌブルセラ菌は、グラム陰性のブルセラ科のプロテオバクテリアである。イヌやその他のイヌ科の動物にブルセラ症（イブヌルセラ症）を引き起こす。桿菌または球菌で、酸化酵素、カタラーゼ、ウレアーゼは陽性である。アメリカ合衆国で1966年に初めて記載され、ビーグルの大量流産が記録されている。イヌの国際的な移動が増加しているが、ブルセラ・カニスはまだ非常に稀である。
この病気の徴候は、イヌの性別により異なる。オスでは精巣上体炎や睾丸炎、メスでは子宮内膜炎、胎盤炎等として症状が現れ、流産に繋がる。また、オスでもメスでも、しばしば不妊の症状が現れる。また他の症状として、眼や中軸骨格、付属肢骨格に炎症が生じることがある。一般的ではないが、リンパ節腫大や脾腫も起こりうる。動物への感染は終生持続し、一般的には動物の生殖器官に位置している。
イヌにおけるブルセラ・カニスの予防は比較的容易であり、獣医が行う簡単な血液検査が存在する。繁殖に用いられる、または繁殖能力があるイヌは検査を受けるべきである。ブルセラ・カニスは人獣共通感染症を引き起こし、稀ではあるが、ヒトにも感染する。可能性は低いものの、最も一般的なのはドッグブリーダー、この細菌を取り扱う研究室のメンバー、免疫不全の人物である。
ブルセラ・カニスの治療は困難である。長期間の抗生物質の投与は可能であるが、多くの場合再発する。ミノサイクリンとストレプトマイシンの組み合わせが効果があると考えられるが、しばしば負担が大きい。テトラサイクリンは、ミノサイクリンの安価な代役であるが、治療の効果も下がる。避妊や去勢は有効であるが、進行をモニターするために頻繁な血液検査が推奨される。ブルセラ・カニスに感染した犬舎のイヌは、他のイヌやその世話をする人物を保護するため、多くの場合安楽死が行われる。